# Chitwan (huyện)
Chitwan (tiếng Nepal:चितवन) là một huyện thuộc khu Narayani, vùng Trung Nepal, Nepal. Huyện này có diện tích 2218 km², dân số thời điểm năm 2001 là 472048 người.

## Dân số
Biến động dân số giai đoạn 1952-2001:
| Năm    | 1952  | 1961  | 1971   | 1981   | 1991   | 2001   |
| ------ | ----- | ----- | ------ | ------ | ------ | ------ |
| Dân số | 42724 | 67882 | 183644 | 259571 | 354488 | 472048 |